# Tidyverse

Tidyverse es una colección de paquetes de código abierto para el lenguaje de programación R presentado por Hadley Wickham  y su equipo que "comparten una filosofía de diseño subyacente, gramática y estructuras de datos" de tidy data. Los rasgos característicos de los paquetes tidyverse incluyen el uso extensivo de evaluaciones no estándar y tuberías alentadoras.   
En noviembre de 2018, el paquete tidyverse y algunos de sus paquetes individuales comprenden 5 de los 10 paquetes de R más descargados.  El tidyverse es objeto de múltiples libros y artículos.     En 2019, el ecosistema se publicó en el Journal of Open Source Software.
Su sintaxis ha sido denominada "sumamente legible".  Los críticos del tidyverse han argumentado que promueve herramientas que son más difíciles de enseñar y aprender que sus equivalentes en base R y que son demasiado diferentes a otros lenguajes de programación.   Por otro lado, algunos  han argumentado que tidyverse es una forma muy eficaz de introducir a los principiantes en la programación, ya que pedagógicamente permite a los estudiantes comenzar rápidamente a realizar potentes tareas de procesamiento de datos.   Además de esto, algunos profesionales han señalado que las tareas de procesamiento de datos son intuitivamente mucho más fáciles de encadenar con tidyverse en comparación con Python Pandas. 

## Paquetes
Los paquetes principales, que brindan funcionalidad para modelar, transformar y visualizar datos, incluyen: 
- ggplot2
- dplyr
- tidyr
- readr
- purrr
- tibble
- stringr
- forcats

Paquetes adicionales ayudan a la colección principal.  Regularmente se desarrollan otros paquetes basados en los principios de datos ordenados, como tidytext  para análisis de texto, tidymodels  para aprendizaje automático o tidyquant  para operaciones financieras.